# Albrecht Friedrich von Broecker
Albrecht Friedrich von Broecker († Mai 1755) war ein preußischer Landrat.
Von 1738 bis zu seinem Tode stand er als Landrat dem Kreis Saatzig in Hinterpommern vor. Im Amt folgte ihm Caspar Heinrich von Mellenthin.
Er war Erbherr auf Buchholz bei Stargard. Buchholz war ein altes Lehen der Familie Borcke gewesen und wurde ihm als neues Lehen verliehen.
Sein einziger Sohn George Friedrich von Broecker  (* 1727; † 1791) erbte Buchholz und wurde Jurist und Präsident des Hofgerichts Köslin.